# ژاک پرا
ژاک پرا (فرانسوی: Jacques Pras‎; ۱۲ ژوئن ۱۹۲۴ – ۱۸ ژوئیهٔ ۱۹۸۲) دوچرخه‌سوار اهل فرانسه بود.